# Phenatoma rosea
Phenatoma rosea is een slakkensoort uit de familie van de Borsoniidae. De wetenschappelijke naam van de soort is voor het eerst geldig gepubliceerd in 1833 door Quoy & Gaimard.